# Bristol Rovers Football Club
Il Bristol Rovers Football Club è una società calcistica inglese con sede nella città di Bristol. Milita in Football League Two, la quarta divisione del campionato inglese.
Il soprannome ufficiale del club è The Pirates ("i pirati"), a sottolineare l'importanza del mare e del commercio marittimo per la città di Bristol, e l'aver dato i natali a Edward Teach. La rivalità maggiore è quella con il Bristol City, l'altra squadra cittadina.

## Storia
La società venne fondata nel 1883 sotto il nome di Black Arabs F.C. a seguito di un incontro tra i fondatori presso l'Eastville Restourant di Bristol, che scelsero il nome ed i colori del club prendendo spunto da una squadra di rugby gli Arabs. L'anno seguente il club mutò denominazione in Eastville Rovers per attirare maggiori tifosi dal quartiere. Fino al 1897 il club disputò solo alcune amichevoli, prima di prendere parte alla Gloucestershire Cup Nel 1892 il club divenne membro fondatore della Western Football League e nel 1887 si unì alla Birmingham & District League e cambiò 
denominazione in Bristol Eastville Rovers, salvo poi cambiarlo definitivamente in Bristol Rovers il 17 febbraio 1899. Con la nuova denominazione il club si iscrisse alla neonata Southern Football League, dove militarono fino al 1920, vincendo anche un'edizione nel 1905.
Nel 1920 le squadre della Southern League, vennero spostate nella Third Division, dove il Bristol rimase per trent'anni prima di venire promossi, nella stagione 1952-1953. Da quel momento il Club ottenne delle promozioni in altre cinque occasioni: 1973-1974 (dalla Third Division alla Second Division); 1989-1990 (dalla Third Division alla Second Division, in qualità di campione); 2006-2007 (dalla Football League Two alla Football League One); 2014-2015 (dalla Conference Premier alla Football League Two); 2015-2016 (dalla Football League Two alla Football League One).
Dall'agosto 1996 il Bristol Rovers gioca le proprie partite casalinghe nel Memorial Stadium. Lo stadio, che può ospitare 11.916 spettatori, doveva essere demolito nel 2008 per far posto ad un impianto dotato di 18.000 posti a sedere; l'abbattimento è stato però posticipato all'estate 2009.
Nel 2008 il Bristol Rovers raggiunse i quarti di finale di FA Cup, per la prima volta dal 1958, grazie ad una rete di Rickie Lambert nella vittoria per 1-0 degli ottavi, sul Southampton.
Nel febbraio 2016, la famiglia giordana al-Qadi, acquistò una quota del 92% del club e Wael al-Qadi, già membro dalla Jordan FA, divenne il presidente.
Nella Football League Two 2021-2022 si classifica terza dietro Forest Green Rovers Football Club e Exeter City Football Club, ottenendo la promozione diretta nella Football League One 2022-23.

## Organico

### Rosa 2024-2025
| N. |                        | Ruolo | Calciatore       |
| -- | ---------------------- | ----- | ---------------- |
| 1  | Inghilterra (bandiera) | P     | Josh Griffiths   |
| 2  | Galles (bandiera)      | D     | James Connolly   |
| 3  | Scozia (bandiera)      | D     | Lewis Gordon     |
| 4  | Inghilterra (bandiera) | D     | Josh Grant       |
| 5  | Galles (bandiera)      | D     | James Wilson     |
| 6  | Inghilterra (bandiera) | C     | Sam Finley       |
| 7  | Inghilterra (bandiera) | C     | Scott Sinclair   |
| 8  | Inghilterra (bandiera) | C     | Grant Ward       |
| 9  | Inghilterra (bandiera) | A     | John Marquis     |
| 10 | Costa Rica (bandiera)  | C     | Brandon Aguilera |
| 11 | Inghilterra (bandiera) | C     | Luke Thomas      |
| 14 | Inghilterra (bandiera) | C     | Jordan Rossiter  |
| 17 | Inghilterra (bandiera) | D     | Connor Taylor    |
| 18 | Scozia (bandiera)      | A     | Chris Martin     |
| 19 | Inghilterra (bandiera) | C     | Harvey Vale      |

| N. |                         | Ruolo | Calciatore        |
| -- | ----------------------- | ----- | ----------------- |
| 20 | Inghilterra (bandiera)  | A     | Jevani Brown      |
| 21 | Inghilterra (bandiera)  | C     | Antony Evans      |
| 22 | Sierra Leone (bandiera) | C     | Kamil Conteh      |
| 23 | Inghilterra (bandiera)  | D     | Luke McCormick    |
| 25 | Francia (bandiera)      | D     | Tristan Crama     |
| 26 | Indonesia (bandiera)    | D     | Elkan Baggott     |
| 27 | Inghilterra (bandiera)  | D     | Harvey Greenslade |
| 29 | Scozia (bandiera)       | C     | Jamie Lindsay     |
| 30 | Galles (bandiera)       | D     | Luca Hoole        |
| 31 | Inghilterra (bandiera)  | P     | Jed Ward          |
| 33 | Inghilterra (bandiera)  | C     | Alex Rodman       |
| 34 | Inghilterra (bandiera)  | C     | Jerry Lawrence    |
| 35 | Inghilterra (bandiera)  | P     | Matt Hal          |
| 42 | Inghilterra (bandiera)  | D     | Jack Hunt         |
| 45 | Irlanda (bandiera)      | C     | Harry Vaughan     |

### Rosa 2023-2024
| N. |                        | Ruolo | Calciatore       |
| -- | ---------------------- | ----- | ---------------- |
| 2  | Galles (bandiera)      | D     | James Connolly   |
| 3  | Scozia (bandiera)      | D     | Lewis Gordon     |
| 4  | Inghilterra (bandiera) | D     | Josh Grant       |
| 5  | Galles (bandiera)      | D     | James Wilson     |
| 6  | Inghilterra (bandiera) | C     | Sam Finley       |
| 7  | Inghilterra (bandiera) | C     | Scott Sinclair   |
| 8  | Inghilterra (bandiera) | C     | Grant Ward       |
| 9  | Inghilterra (bandiera) | A     | John Marquis     |
| 10 | Costa Rica (bandiera)  | C     | Brandon Aguilera |
| 11 | Inghilterra (bandiera) | C     | Luke Thomas      |
| 14 | Inghilterra (bandiera) | C     | Jordan Rossiter  |
| 17 | Inghilterra (bandiera) | D     | Connor Taylor    |
| 18 | Scozia (bandiera)      | A     | Chris Martin     |
| 19 | Inghilterra (bandiera) | C     | Harvey Vale      |
| 20 | Inghilterra (bandiera) | A     | Jevani Brown     |

| N. |                         | Ruolo | Calciatore        |
| -- | ----------------------- | ----- | ----------------- |
| 21 | Inghilterra (bandiera)  | C     | Antony Evans      |
| 22 | Sierra Leone (bandiera) | C     | Kamil Conteh      |
| 22 | Paesi Bassi (bandiera)  | D     | Lamare Bogarde    |
| 23 | Inghilterra (bandiera)  | D     | Luke McCormick    |
| 25 | Francia (bandiera)      | D     | Tristan Crama     |
| 26 | Indonesia (bandiera)    | D     | Elkan Baggott     |
| 27 | Inghilterra (bandiera)  | D     | Harvey Greenslade |
| 30 | Galles (bandiera)       | D     | Luca Hoole        |
| 31 | Inghilterra (bandiera)  | P     | Jed Ward          |
| 33 | Inghilterra (bandiera)  | C     | Alex Rodman       |
| 34 | Inghilterra (bandiera)  | C     | Jerry Lawrence    |
| 35 | Inghilterra (bandiera)  | P     | Matt Hal          |
| 42 | Inghilterra (bandiera)  | D     | Jack Hunt         |
| 45 | Irlanda (bandiera)      | C     | Harry Vaughan     |

### Rosa 2022-2023
| N. |                        | Ruolo | Calciatore      |
| -- | ---------------------- | ----- | --------------- |
| 1  | Inghilterra (bandiera) | P     | James Belshaw   |
| 2  | Galles (bandiera)      | D     | James Connolly  |
| 3  | Scozia (bandiera)      | D     | Lewis Gordon    |
| 4  | Inghilterra (bandiera) | D     | Josh Grant      |
| 6  | Inghilterra (bandiera) | C     | Sam Finley      |
| 7  | Inghilterra (bandiera) | C     | Scott Sinclair  |
| 9  | Inghilterra (bandiera) | A     | John Marquis    |
| 10 | Galles (bandiera)      | A     | Aaron Collins   |
| 14 | Inghilterra (bandiera) | C     | Jordan Rossiter |
| 15 | Scozia (bandiera)      | C     | Paul Coutts     |
| 16 | Inghilterra (bandiera) | D     | Nick Anderton   |
| 17 | Inghilterra (bandiera) | D     | Lewis Gibson    |
| 18 | Scozia (bandiera)      | A     | Ryan Loft       |
| 19 | Inghilterra (bandiera) | C     | Harry Anderson  |

| N. |                        | Ruolo | Calciatore        |
| -- | ---------------------- | ----- | ----------------- |
| 21 | Inghilterra (bandiera) | C     | Antony Evans      |
| 22 | Paesi Bassi (bandiera) | D     | Lamare Bogarde    |
| 22 | Inghilterra (bandiera) | A     | Harvey Saunders   |
| 23 | Inghilterra (bandiera) | D     | Luke McCormick    |
| 25 | Irlanda (bandiera)     | C     | Glenn Whelan      |
| 28 | Inghilterra (bandiera) | D     | James Gibbons     |
| 30 | Galles (bandiera)      | D     | Luca Hoole        |
| 32 | Finlandia (bandiera)   | P     | Anssi Jaakkola    |
| 33 | Inghilterra (bandiera) | C     | Alex Rodman       |
| 40 | Inghilterra (bandiera) | A     | Josh Coburn       |
|    | Inghilterra (bandiera) | P     | Ellery Balcombe   |
|    | Inghilterra (bandiera) | D     | Jarell Quansah    |
|    | Irlanda (bandiera)     | D     | Jamie Egan        |
|    | Inghilterra (bandiera) | A     | Harvey Greenslade |

### Rosa 2021-2022
| N. |                        | Ruolo | Calciatore             |
| -- | ---------------------- | ----- | ---------------------- |
| 1  | Paesi Bassi (bandiera) | P     | Jordi van Stappershoef |
| 2  | Inghilterra (bandiera) | D     | Mark Little            |
| 3  | Inghilterra (bandiera) | D     | Luke Leahy             |
| 4  | Inghilterra (bandiera) | D     | Josh Grant             |
| 5  | Germania (bandiera)    | D     | Max Ehmer              |
| 6  | Inghilterra (bandiera) | D     | Ed Upson               |
| 8  | Inghilterra (bandiera) | C     | Zain Westbrooke        |
| 9  | Inghilterra (bandiera) | A     | Brandon Hanlan         |
| 10 | Inghilterra (bandiera) | C     | Jayden Mitchell-Lawson |
| 11 | Scozia (bandiera)      | C     | Sam Nicholson          |
| 14 | Inghilterra (bandiera) | C     | Luke McCormick         |
| 15 | Inghilterra (bandiera) | D     | Alfie Kilgour          |
| 16 | Inghilterra (bandiera) | D     | Tom Davies             |
| 17 | Inghilterra (bandiera) | A     | James Daly             |
| 18 | Scozia (bandiera)      | D     | Michael Kelly          |
| 19 | Inghilterra (bandiera) | C     | Lucas Tomlinson        |

| N. |                         | Ruolo | Calciatore         |
| -- | ----------------------- | ----- | ------------------ |
| 20 | Inghilterra (bandiera)  | C     | Cameron Hargreaves |
| 21 | Kenya (bandiera)        | A     | Jonah Ayunga       |
| 22 | Inghilterra (bandiera)  | D     | Josh Hare          |
| 24 | RD del Congo (bandiera) | D     | David Tutonda      |
| 25 | Galles (bandiera)       | D     | Cian Harries       |
| 26 | Inghilterra (bandiera)  | D     | Jack Baldwin       |
| 28 | Inghilterra (bandiera)  | C     | Zain Walker        |
| 31 | Marocco (bandiera)      | P     | Alexis Andre       |
| 32 | Finlandia (bandiera)    | P     | Anssi Jaakkola     |
| 33 | Inghilterra (bandiera)  | C     | Alex Rodman        |
| 39 | Irlanda (bandiera)      | D     | Josh Barrett       |
| 41 | Inghilterra (bandiera)  | C     | Erhun Oztumer      |
|    | Inghilterra (bandiera)  | C     | Ben Liddle         |
|    | Inghilterra (bandiera)  | D     | Ali Koiki          |
|    | Inghilterra (bandiera)  | P     | Liam Armstrong     |

### Rosa 2020-2021
| N. |                        | Ruolo | Calciatore             |
| -- | ---------------------- | ----- | ---------------------- |
| 1  | Paesi Bassi (bandiera) | P     | Jordi van Stappershoef |
| 2  | Inghilterra (bandiera) | D     | Mark Little            |
| 3  | Inghilterra (bandiera) | D     | Luke Leahy             |
| 4  | Inghilterra (bandiera) | D     | Josh Grant             |
| 5  | Germania (bandiera)    | D     | Max Ehmer              |
| 6  | Inghilterra (bandiera) | D     | Ed Upson               |
| 8  | Inghilterra (bandiera) | C     | Zain Westbrooke        |
| 9  | Inghilterra (bandiera) | A     | Brandon Hanlan         |
| 10 | Inghilterra (bandiera) | C     | Jayden Mitchell-Lawson |
| 11 | Scozia (bandiera)      | C     | Sam Nicholson          |
| 14 | Inghilterra (bandiera) | C     | Luke McCormick         |
| 15 | Inghilterra (bandiera) | D     | Alfie Kilgour          |
| 16 | Inghilterra (bandiera) | D     | Tom Davies             |
| 17 | Inghilterra (bandiera) | A     | James Daly             |
| 18 | Scozia (bandiera)      | D     | Michael Kelly          |
| 19 | Inghilterra (bandiera) | C     | Lucas Tomlinson        |

| N. |                         | Ruolo | Calciatore         |
| -- | ----------------------- | ----- | ------------------ |
| 20 | Inghilterra (bandiera)  | C     | Cameron Hargreaves |
| 21 | Kenya (bandiera)        | A     | Jonah Ayunga       |
| 22 | Inghilterra (bandiera)  | D     | Josh Hare          |
| 24 | RD del Congo (bandiera) | D     | David Tutonda      |
| 25 | Galles (bandiera)       | D     | Cian Harries       |
| 26 | Inghilterra (bandiera)  | D     | Jack Baldwin       |
| 28 | Inghilterra (bandiera)  | C     | Zain Walker        |
| 31 | Marocco (bandiera)      | P     | Alexis Andre       |
| 32 | Finlandia (bandiera)    | P     | Anssi Jaakkola     |
| 33 | Inghilterra (bandiera)  | C     | Alex Rodman        |
| 39 | Irlanda (bandiera)      | D     | Josh Barrett       |
| 41 | Inghilterra (bandiera)  | C     | Erhun Oztumer      |
|    | Inghilterra (bandiera)  | C     | Ben Liddle         |
|    | Inghilterra (bandiera)  | D     | Ali Koiki          |
|    | Inghilterra (bandiera)  | P     | Liam Armstrong     |

### Rosa 2019-2020
| N. |                        | Ruolo | Calciatore             |
| -- | ---------------------- | ----- | ---------------------- |
| 1  | Paesi Bassi (bandiera) | P     | Jordi van Stappershoef |
| 2  | Inghilterra (bandiera) | D     | Mark Little            |
| 3  | Inghilterra (bandiera) | D     | Tareiq Holmes-Dennis   |
| 4  | Inghilterra (bandiera) | D     | Abu Ogogo              |
| 5  | Inghilterra (bandiera) | D     | Tony Craig             |
| 6  | Inghilterra (bandiera) | D     | Ed Upson               |
| 7  | Inghilterra (bandiera) | C     | Liam Sercombe          |
| 8  | Inghilterra (bandiera) | C     | Ollie Clarke           |
| 9  | Inghilterra (bandiera) | A     | Jonson Clarke-Harris   |
| 10 | Inghilterra (bandiera) | A     | Tom Nichols            |
| 11 | Inghilterra (bandiera) | D     | Luke Leahy             |
| 15 | Inghilterra (bandiera) | D     | Alfie Kilgour          |
| 16 | Inghilterra (bandiera) | D     | Tom Davies             |
| 17 | Inghilterra (bandiera) | A     | Tyler Smith            |

| N. |                        | Ruolo | Calciatore       |
| -- | ---------------------- | ----- | ---------------- |
| 18 | Scozia (bandiera)      | D     | Michael Kelly    |
| 22 | Inghilterra (bandiera) | D     | Josh Hare        |
| 23 | Inghilterra (bandiera) | C     | Kyle Bennett     |
| 24 | Galles (bandiera)      | D     | Rollin Menayese  |
| 25 | Inghilterra (bandiera) | A     | Deon Moore       |
| 26 | Inghilterra (bandiera) | C     | Sam Matthews     |
| 28 | Inghilterra (bandiera) | C     | Lucas Tomlinson  |
| 29 | Inghilterra (bandiera) | A     | Victor Adeboyejo |
| 31 | Marocco (bandiera)     | P     | Alexis Andre     |
| 32 | Finlandia (bandiera)   | P     | Anssi Jaakkola   |
| 33 | Inghilterra (bandiera) | C     | Alex Rodman      |
|    | Inghilterra (bandiera) | D     | Harry Hodges     |
|    | Inghilterra (bandiera) | C     | Luca Hoole       |

### Rosa 2018-2019
| N. |                        | Ruolo | Calciatore        |
| -- | ---------------------- | ----- | ----------------- |
| 2  | Inghilterra (bandiera) | D     | Daniel Leadbitter |
| 3  | Inghilterra (bandiera) | D     | Lee Brown         |
| 4  | Galles (bandiera)      | D     | Tom Lockyer       |
| 5  | Inghilterra (bandiera) | D     | Tony Craig        |
| 6  | Inghilterra (bandiera) | D     | Ed Upson          |
| 7  | Inghilterra (bandiera) | C     | Liam Sercombe     |
| 8  | Inghilterra (bandiera) | C     | Ollie Clarke      |
| 9  | Inghilterra (bandiera) | A     | Stefan Payne      |
| 10 | Inghilterra (bandiera) | A     | Tom Nichols       |
| 13 | Inghilterra (bandiera) | P     | Jack Bonham       |
| 14 | Inghilterra (bandiera) | C     | Chris Lines       |
| 15 | Inghilterra (bandiera) | D     | James Clarke      |
| 16 | Inghilterra (bandiera) | D     | Tom Broadbent     |

| N. |                        | Ruolo | Calciatore      |
| -- | ---------------------- | ----- | --------------- |
| 17 | Scozia (bandiera)      | A     | Alex Jakubiak   |
| 20 | Scozia (bandiera)      | A     | Gavin Reilly    |
| 21 | Inghilterra (bandiera) | P     | Adam Smith      |
| 22 | Galles (bandiera)      | D     | Joe Partington  |
| 23 | Inghilterra (bandiera) | C     | Kyle Bennett    |
| 24 | Inghilterra (bandiera) | C     | Stuart Sinclair |
| 26 | Inghilterra (bandiera) | C     | Sam Matthews    |
| 28 | Scozia (bandiera)      | D     | Michael Kelly   |
| 29 | Inghilterra (bandiera) | D     | Joe Martin      |
| 33 | Inghilterra (bandiera) | C     | Alex Rodman     |
| 37 | Galles (bandiera)      | D     | Rollin Menayese |
|    | Inghilterra (bandiera) | P     | Sam Slocombe    |

### Rosa 2017-2018
| N. |                        | Ruolo | Calciatore        |
| -- | ---------------------- | ----- | ----------------- |
| 1  | Inghilterra (bandiera) | P     | Sam Slocombe      |
| 2  | Inghilterra (bandiera) | D     | Daniel Leadbitter |
| 3  | Inghilterra (bandiera) | D     | Lee Brown         |
| 4  | Galles (bandiera)      | D     | Tom Lockyer       |
| 6  | Irlanda (bandiera)     | D     | Ryan Sweeney      |
| 7  | Inghilterra (bandiera) | C     | Liam Sercombe     |
| 8  | Inghilterra (bandiera) | C     | Ollie Clarke      |
| 9  | Galles (bandiera)      | A     | Ellis Harrison    |
| 11 | Inghilterra (bandiera) | A     | Tom Nichols       |
| 14 | Inghilterra (bandiera) | C     | Chris Lines       |
| 15 | Inghilterra (bandiera) | D     | James Clarke      |
| 16 | Inghilterra (bandiera) | D     | Tom Broadbent     |
| 17 | Galles (bandiera)      | C     | Ryan Broom        |

| N. |                        | Ruolo | Calciatore       |
| -- | ---------------------- | ----- | ---------------- |
| 18 | Inghilterra (bandiera) | A     | Dominic Telford  |
| 19 | Inghilterra (bandiera) | A     | Byron Moore      |
| 20 | Inghilterra (bandiera) | D     | Marc Bola        |
| 21 | Inghilterra (bandiera) | P     | Adam Smith       |
| 22 | Galles (bandiera)      | D     | Joe Partington   |
| 23 | Inghilterra (bandiera) | A     | Bernard Mensah   |
| 24 | Inghilterra (bandiera) | C     | Stuart Sinclair  |
| 25 | Inghilterra (bandiera) | D     | Tony Craig       |
| 26 | Inghilterra (bandiera) | C     | Kyle Bennett     |
| 30 | Irlanda (bandiera)     | A     | Rory Gaffney     |
|    | Irlanda (bandiera)     | D     | Jonathan Burn    |
|    | Francia (bandiera)     | P     | Alexis Andre Jr. |

### Rosa 2016-2017
| N. |                             | Ruolo | Calciatore        |
| -- | --------------------------- | ----- | ----------------- |
| 1  | Inghilterra (bandiera)      | P     | Steve Mildenhall  |
| 2  | Inghilterra (bandiera)      | D     | Daniel Leadbitter |
| 3  | Inghilterra (bandiera)      | D     | Lee Brown         |
| 4  | Galles (bandiera)           | D     | Tom Lockyer       |
| 5  | Irlanda del Nord (bandiera) | D     | Mark McChrystal   |
| 6  | Inghilterra (bandiera)      | D     | Peter Hartley     |
| 7  | Inghilterra (bandiera)      | C     | Lee Mansell       |
| 8  | Inghilterra (bandiera)      | C     | Ollie Clarke      |
| 9  | Galles (bandiera)           | A     | Ellis Harrison    |
| 10 | Galles (bandiera)           | A     | Matty Taylor      |
| 14 | Inghilterra (bandiera)      | C     | Chris Lines       |
| 15 | Inghilterra (bandiera)      | D     | James Clarke      |
| 16 | Irlanda (bandiera)          | C     | Liam Lawrence     |
| 17 | Galles (bandiera)           | A     | Jermaine Easter   |
| 18 | Inghilterra (bandiera)      | C     | Dominic Thomas    |
| 19 | Inghilterra (bandiera)      | D     | Danny Greenslade  |

| N. |                        | Ruolo | Calciatore         |
| -- | ---------------------- | ----- | ------------------ |
| 21 | Colombia (bandiera)    | C     | Cristian Montano   |
| 22 | Inghilterra (bandiera) | A     | Byron Moore        |
| 23 | Galles (bandiera)      | C     | Billy Bodin        |
| 24 | Inghilterra (bandiera) | C     | Stuart Sinclair    |
| 25 | Inghilterra (bandiera) | P     | Will Puddy         |
| 26 | Inghilterra (bandiera) | D     | Tyler Lyttle       |
| 27 | Galles (bandiera)      | C     | Ryan Broom         |
| 28 | Inghilterra (bandiera) | C     | Jay Malpas         |
| 29 | Inghilterra (bandiera) | A     | Luke James         |
| 30 | Irlanda (bandiera)     | A     | Rory Gaffney       |
| 31 | Galles (bandiera)      | D     | Connor Roberts     |
| 37 | Inghilterra (bandiera) | D     | Jake Clarke-Salter |
|    | Inghilterra (bandiera) | P     | Joe Lumley         |
|    | Galles (bandiera)      | D     | Joe Partington     |
|    | Irlanda (bandiera)     | D     | Ryan Sweeney       |

## Elenco di giocatori famosi
| Anno      | Nazione     | Giocatore           | Risultati | Note   |
| --------- | ----------- | ------------------- | --- | ------ |
| 1927–1947 | Inghilterra | Jack Pitt           | Giocò 467 partite di campionato Passò oltre 50 anni in squadra come giocatore e allenatore                                    | [ 6 ]  |
| 1928–1932 | Inghilterra | Ronnie Dix          | Il più giovane giocatore che ha mai giocato per il club, a 15 anni e 173 giorni di età.                                       | [ 7 ]  |
| 1936–1956 | Inghilterra | Ray Warren          | Giocò 450 partite di campionato                                                                                               |        |
| 1945–1955 | Inghilterra | Vic Lambden         | Segnò 117 goal in 268 partite.                                                                                                |        |
| 1945–1962 | Inghilterra | George Petherbridge | Giocò 457 partite di campionato.                                                                                              |        |
| 1946–1958 | Inghilterra | Harry Bamford       | Giocò 486 partite di campionato.                                                                                              |        |
| 1949–1964 | Inghilterra | Geoff Bradford      | Record dei goal segnati per i Rovers con 242 partite di campionato su 462 giocate                                             |        |
| 1953–1962 | Kenya       | Peter Hooper        | Segnò 101 goal in 297 partite di campionato.                                                                                  |        |
| 1953–1968 | Inghilterra | Alfie Biggs         | Giocò 424 partite di campionato e segnò 178 goal.                                                                             |        |
| 1956–1973 | Inghilterra | Bobby Jones         | Giocò 421 partite di campionato e segnò 101 goal.                                                                             |        |
| 1959–1973 | Inghilterra | Harold Jarman       | Giocò 452 partite di campionato e segnò 127 goal.                                                                             |        |
| 1966–1980 | Inghilterra | Stuart Taylor       | Giocò 546 partite di campionato, più di qualunque altro calciatore dei Rovers                                                 |        |
| 1981–1999 | Inghilterra | Ian Holloway        | Chiamato "Eroe di culto" dai tifosi in un sondaggio della BBC                                                                 | [ 8 ]  |
| 1987–1989 | Inghilterra | Nigel Martyn        | Divenne il primo cannoniere a ottenere un milione di sterline per il trasferimento quando fu venduto al Crystal Palace.       | [ 9 ]  |
| 1992–2000 | Inghilterra | Andy Tillson        | Ingaggio record e primo capitano del club.                                                                                    | [ 10 ] |
| 1997–1999 | Giamaica    | Barry Hayles        | Record del club per la vendita quando passò al Fulham per 2 100 000 sterline.                                                 |        |
| 2000–2003 | Lettonia    | Vitālijs Astafjevs  | Calciatore con più presenze in nazionale (31) per la Nazionale di calcio della Lettonia mentre giocava nei Rovers (158 volte) | [ 10 ] |

## Palmarès

### Competizioni nazionali
- Southern Football League: 1

1904-1905
- Third Division South: 1

1952-1953
- Third Division: 1

1989-1990
- Football League Third Division South Cup: 1

1934-1935

### Altri piazzamenti
- Third Division:

Secondo posto: 1973-1974
Terzo posto: 1969-1970
- Campionato inglese di quarta divisione:

Terzo posto: 2015-2016, 2021-2022
Vittoria play-off: 2006-2007
- National League:

Secondo posto: 2014-2015
- Football League Trophy:

Finalista: 1989-1990, 2006-2007
Semifinalista: 1995-1996, 2004-2005, 2018-2019